# Pfarrkirche Edlach an der Rax

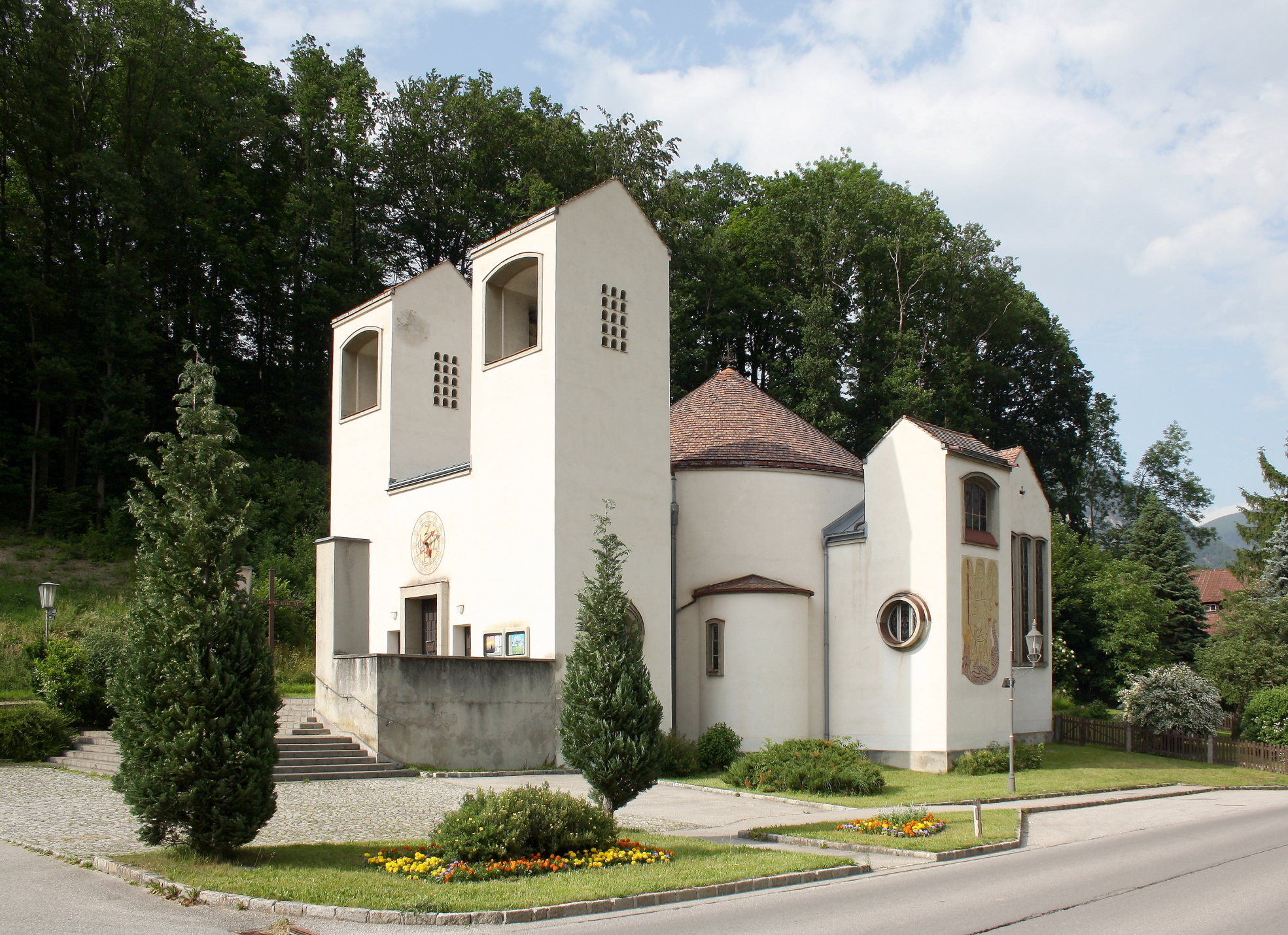
Kath. Pfarrkirche Hl. Geist in Edlach an der Rax

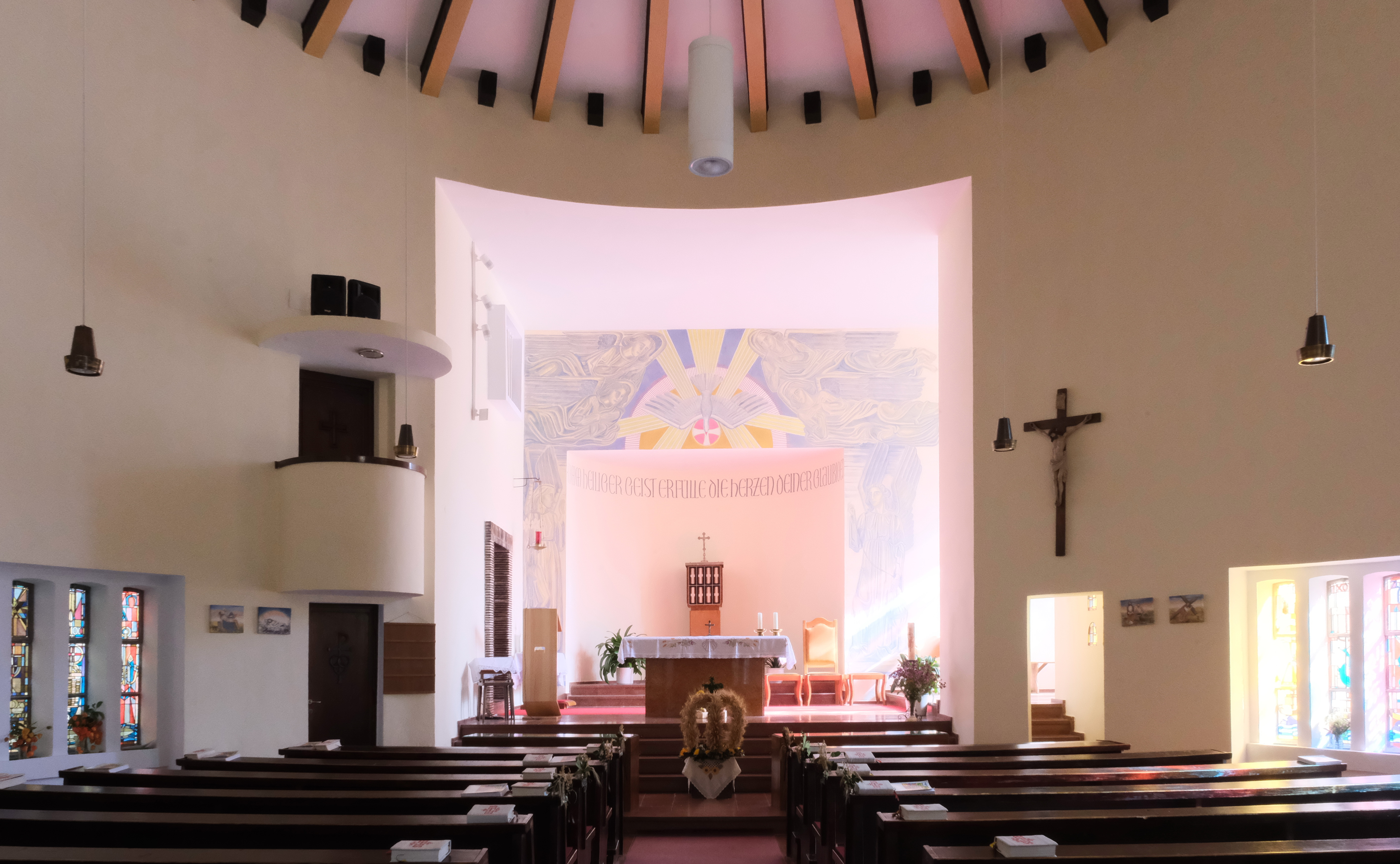
Innenraum der Pfarrkirche

Die römisch-katholische Pfarrkirche Edlach an der Rax steht in der Gemeinde Reichenau an der Rax im Bezirk Neunkirchen in Niederösterreich. Die auf den Hl. Geist geweihte Kirche gehört zum Dekanat Gloggnitz im Vikariat Unter dem Wienerwald der Erzdiözese Wien. Der Kirchenbau steht unter Denkmalschutz.

## Geschichte
Die Kirche wurde 1938/1939 mit Peter Partli nach den Plänen aus 1936 von Robert Kramreiter als Filialkirche der Pfarre Reichenau an der Rax erbaut. 1947 wurde sie zur Pfarrkirche erhoben. 1989 erfolgte eine Innenrestaurierung.

## Architektur
Um den tiefovalen Zentralraum unter einem Kegeldach sind kreuzförmig Anbauten und eingangsseitig ein dominantes Westturmpaar angeordnet. Der Charakter wird durch die kubische Durchgestaltung und das Verhältnis von großflächigen Wandpartien und den relativ kleinen, symmetrisch gesetzten, in der Form variierenden Fensteröffnungen bestimmt. Der Zentralraum ist gedämpft belichtet und kreuzförmig geöffnet. Im Osten befindet sich ein flach gedeckter, erhöhter Chor und im Süden eine kapellenartige Ausweitung mit starker Lichtzufuhr.

## Ausstattung
Die Ausstattung stammt weitestgehend aus der Bauzeit. Um die Apsis Wandmalerei Heiliggeisttaube mit Engeln. Die Glasmalerei schuf die Tiroler Glasmalereianstalt. Das Kruzifix ist aus dem Jahr 1900.
Die Orgel baute 1988 die Firma Werner Walcker-Mayer. Drei Glocken wurden im Jahr 1938, zwei im Jahr 1957 gegossen.